# Karang Berahi
Karang Berahi is een bestuurslaag in het regentschap Merangin van de provincie Jambi, Indonesië. Karang Berahi telt 1802 inwoners (volkstelling 2010).